# Kesha
Kesha Rose Sebert (sinh ngày 1 tháng 3 năm 1987), hay còn được biết với tên Kesha (đọc /ˈkɛʃə/ KESH-ə, nghệ danh cũ: Ke$ha), là một ca sĩ-nhạc sĩ, rapper người Mỹ. Năm 2005, tại tuổi 18, Kesha ký hợp đồng với hãng đĩa của Dr. Luke, Kamosabe Entertainment. Mặc dù đã hoạt động âm nhạc kể từ đó, hát bè và viết nhạc hay xuất hiện trong các video ca nhạc của các ca sĩ khác, sự đột phá của cô mới nổ ra từ đầu 2009 sau khi xuất hiện trên đĩa đơn quán quân của Flo Rida, Right Round. Album đầu tay của cô, Animal và đĩa mở rộng, Cannibal, đều được phát hành vào năm 2010. Chính âm nhạc và hình ảnh của cô đã đưa cô đến với sự thành công vang dội, với Animal xuất hiện lần đầu tiên ở vị trí đầu bảng tại Mỹ. Cô còn có hai đĩa đơn quán quân, "Tik Tok" và "We R Who We R", cùng với một chuỗi các đĩa đơn lọt vào top ten từ album và phiên bản phát hành lại của nó. Trong khi đó, cô tiếp tục viết nhạc cho các ca sĩ khác, trong đó có "Till the World Ends" cho ca sĩ nhạc pop Britney Spears. Warrior, album thứ hai của cô, phát hành vào tháng 12 năm 2012, đem lại cho Kesha đĩa đơn top ten thứ tám với "Die Young".
Chịu ảnh hưởng từ nhiều thể loại âm nhạc và nghệ sĩ, Kesha chủ yếu lấy cảm hứng từ âm nhạc trong những năm của thập niên 80; Madonna, Queen và Beck đã được đề cập đến là gương mẫu cho phong cách nghệ thuật của cô. Sau khi trải nghiệm với nhiều thể loại như nhạc đồng quê, pop rock và nhạc điện tử, Kesha giữ vững với thể loại cuối cùng. Giọng hát kiểu "nửa rap nửa hát", hò, cùng với việc sử dụng auto-tune quá mức đã trở nên nhãn hiệu của riêng cô. Chủ đề âm nhạc của cô thường liên quan đến tiệc tùng, quậy phá, vui vẻ, mặc dù có một số bài hát rất riêng tư. Cô tham gia rất nhiều hoạt động, nổi bật nhất là về quyền động vật và LGBT. Kesha đã được đề cử hơn 40 giải thưởng, với 10 giải thắng. Trong số đó có Giải Âm nhạc châu Âu của MTV cho Nghệ sĩ mới xuất sắc nhất vào năm 2010 và một số giải thưởng Billboard.

## Tiểu sử

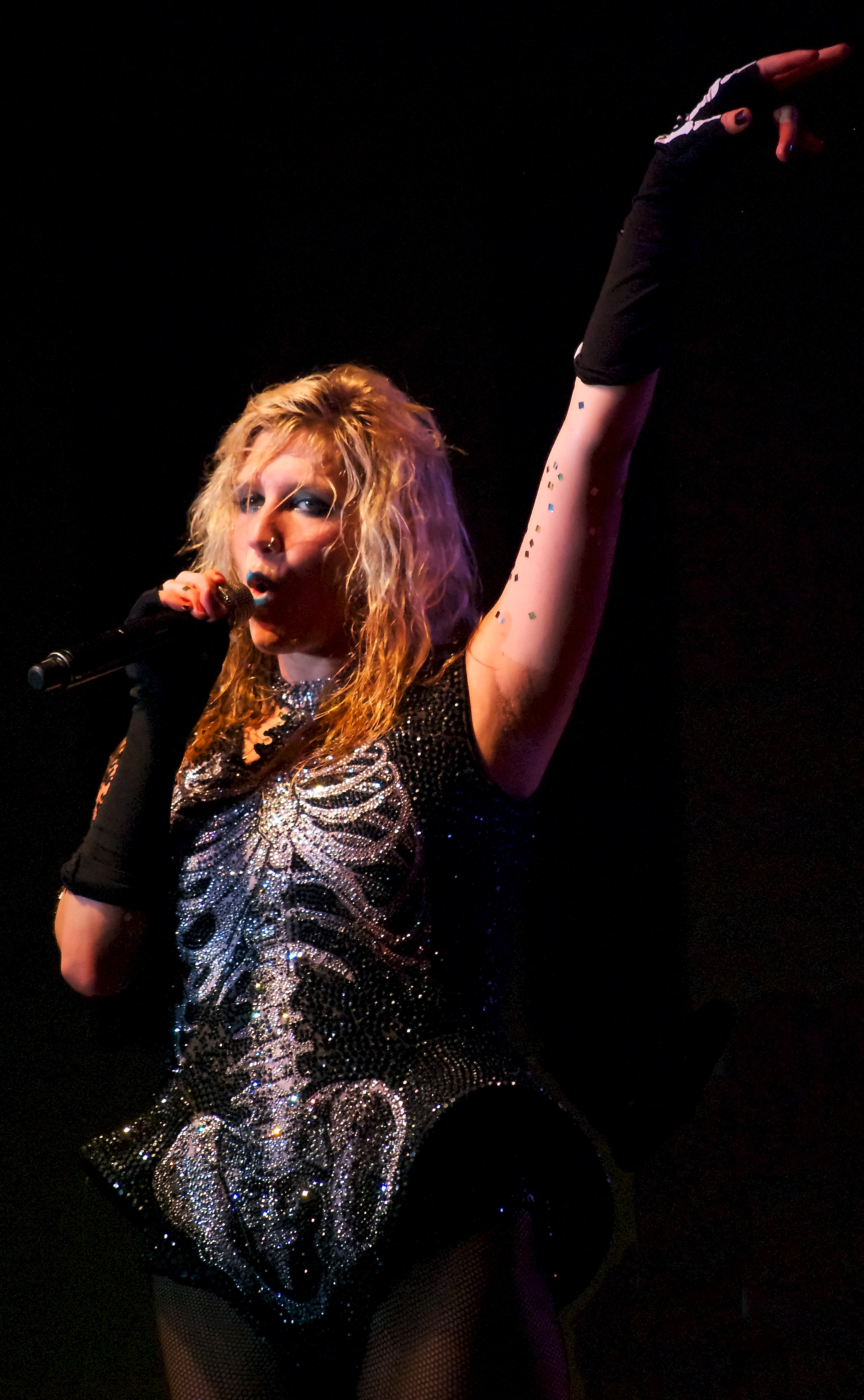
Kesha biểu diễn trên sân khấu vào năm 2011.

Kesha được sinh ra tại Los Angeles, California vào ngày 1 tháng 3 năm 1987. Mẹ của cô, Pebe Sebert, là một ca sĩ-nhạc sĩ người đồng sáng tác ca khúc "Old Flames Can't Hold a Candle to You" cùng với Hugh Moffatt cho Joe Sun. Pebe, một người mẹ độc thân, phải bương trải rất nhiều để lo cho bản thân cô, Kesha, và anh trai của cô Lagan; họ sống dựa vào tiền trợ cấp và phiếu thực phẩm. Khi Kesha còn nhỏ, Pebe thường đem cô lên sân khấu cùng biểu diễn. Kesha tiết lộ cô không hề biết gì về cha cô. Mặc dù có một người đàn ông tự cho mình là cha cô đã liên lạc với tạp chí Star vào năm 2011 cùng với hình ảnh và thư từ, cho rằng đó là bằng chứng rằng họ đã từng có quan hệ cha-con trước khi cô lên 19 tuổi. Hai ông bà ngoại của cô đều là dân nhập cư từ Szentes, Hungary trong khi bà ngoại của cô là người gốc Ba Lan. Pebe cùng gia đình chuyển đến sống ở Nashville, Tennessee, vào năm 1991 sau khi nhận được một hợp đồng viết nhạc mới. Em trai của Kesha, Louis, được sinh ra sau đó. Pebe thường xuyên dẫn Kesha cùng với anh và em trai cô đến các phòng thu và khuyến khích Kesha hát khi cô phát hiện ra chất giọng của Kesha. Kesha cho rằng cô không thể hòa nhập với trường học ở Brentwood ngoại ô Nashville, mà cô gọi là vùng Đai Thánh Kinh, giải thích rằng cách mặc váy của cô cùng với chiếc quần nhung tím tự may và mái tóc tím không làm các học sinh khác thích thú. Cô chơi kèn trumpet và saxophone cho ban nhạc của trường, và tự mô tả bản thân mình trong một cuộc phỏng vấn với NPR là một học sinh siêng năng và cần cù.
Kesha từng đi học tại trường trung học Franklin và Brentwood ở Nashville. Ngoài ra còn tham dự các lớp học viết nhạc, Kesha cũng được chính mẹ mình dạy, và họ thường viết nhạc chung sau khi cô đi học về. Sau đó, Kesha bắt đầu thu âm những bản thu âm thử mà Pebe sẽ giới thiệu nó cho những người cô quen biết. Kesha cũng đã từng là thành viên trong ban nhạc của anh mình, Lagan. Kesha và Pebe cùng sáng tác ca khúc Stephen khi cô 16 tuổi, Kesha gửi nó đến David Gamson, một nhà sản xuất mà cô yêu thích, đến từ Scritti Politti và anh đồng ý sản xuất bài hát. Cô bỏ học vào năm 17 tuổi, sau khi được Dr. Luke và Max Martin thuyết phục phải qua Los Angeles để theo đuổi sự nghiệp âm nhạc của mình, và lấy bằng tốt nghiệp phổ thông sau. Cũng trong khoảng thời gian đó, Pebe trả lời một cuộc điện thoại từ chương trình thực tế, The Simple Life, tìm kiếm một gia đình "lạ" để Paris Hilton và Nicole Richie ghé thăm. Và tập đó lên sóng vào năm 2005. Luke và Martin nhận được một bản thu âm của Kesha từ Samantha Cox, một giám đốc của công ty sản xuất nhạc Broadcast Music Incorporated, và họ rất ấn tượng. Hai trong số những bản thu âm đó được mô tả trong tạp chí Billboard, đầu tiên là "một bản ballad đồng quê tự viết được hát rất hay" và thứ hai là "một bản trip-hop kinh khủng" mà Kesha rap tự do trong vòng một phút cho đến khi cô hết lời và không biết rap gì nữa ở đoạn cuối. Dr. Luke tiết lộ trong một cuộc phỏng vấn rằng chính bài hát thứ hai bắt được sự chú ý của anh, nói rằng "khi bạn đang nghe 100 đĩa CD, thì những bài hát dũng cảm như thế lại nổi trội"

## Sự nghiệp âm nhạc

### 2005–09: Khởi đầu
Kesha giải thích ý nghĩa của ký hiệu đôla trên nghệ danh của cô.

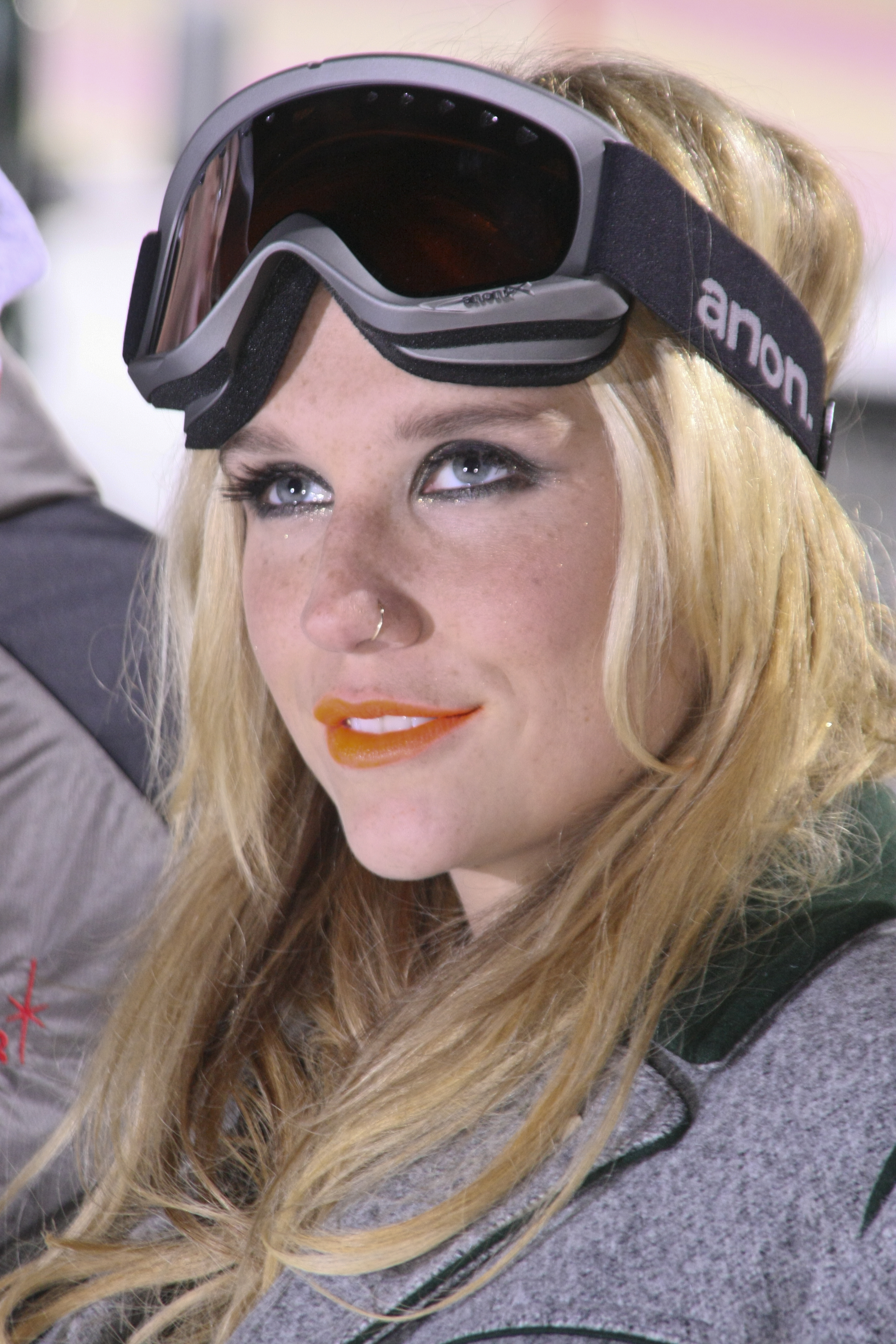
Kesha tại nước Áo vào mùa đông năm 2010.

Năm 2005, lúc cô 18 tuổi, Kesha ký hợp đồng với hãng đĩa của Dr. Luke, Kemosabe Entertainment, và công ty phát hành nhạc của anh, Prescription Songs. Sau đó Kesha hát bè cho đĩa đơn của Paris Hilton, "Nothing in This World". Vì Dr. Luke trở nên bận rộn với những dự án sắp tới của anh, sau khi gặt hái nhiều thành công trong việc viết và sản xuất album của Kelly Clarkson, Breakaway. Do đó Kesha lại ký hợp đồng với công ty quản lý của David Sonenberg, DAS Communications, vào năm 2006, hiếm khi tiếp xúc với Dr. Luke trong khoảng thời gian sau đó. DAS hứa hẹn sẽ lo cho Kesha một hợp đồng thu âm trong vòng một năm để đổi lấy 20% thu nhập của cô, với khả năng cô sẽ chấm dứt hợp đồng nếu họ thất bại. Cô làm việc với nhiều nhạc sĩ và nhà sản xuất trong thời gian ở công ty như đồng sáng tác đĩa đơn của ban nhạc pop nước Úc The Veronicas, "This Love" cùng với nhà sản xuất Toby Gad. Trong khi đang đẩy xa sự nghiệp của mình tại phòng thu, Kesha kiếm sống bằng nghề làm bồi bàn. Cô thêm ký hiệu đôla trên nghệ danh của mình để mỉa mai những khó khăn về tài chính lúc đó.
Kesha xuất hiện trong video ca nhạc cho đĩa đơn "I Kissed a Girl" của bạn cô, ca sĩ nhạc pop Katy Perry, và hát bè cho một bài hát do Dr. Luke sản xuất, "Lace and Leather" của ca sĩ nhạc pop Britney Spears vào năm 2008. DAS hút được sự chú ý của nhạc sĩ Kara DioGuardi, người muốn ký Kesha vào hãng đĩa Warner Bros.. Nhưng việc đó không thể thực hiện vì cô vẫn còn hợp đồng với Dr. Luke. Vào tháng 9, cô hủy hợp đồng với DAS, trở lại cùng với Dr. Luke. Kesha nhận được sự chú ý trong thị trường âm nhạc sau khi xuất hiện trên đĩa đơn quán quân của Flo Rida, "Right Round". Sự hợp tác này xảy ra một cách rất tình cờ; cô tham gia trong một quá trình thu âm cho bài hát với Flo Rida và Dr. Luke. Flo Rida muốn có một giọng nữ cho bài hát; và Dr. Luke liền đề xuất Kesha cho phần đó. Flo Rida rất thích những gì Kesha đem lại và họ hợp tác thêm hai bài nữa. Nhưng cô không được ghi nhận cho sự góp giọng của mình ở bản phát hành tại Mỹ và không thu được đồng nào. Cô cũng từ chối không xuất hiện trong video ca nhạc của bài hát, giải thích với tạp chí nam Esquire rằng cô muốn tự mình trở nên nổi tiếng.

### 2009–11:AnimalvàCannibal

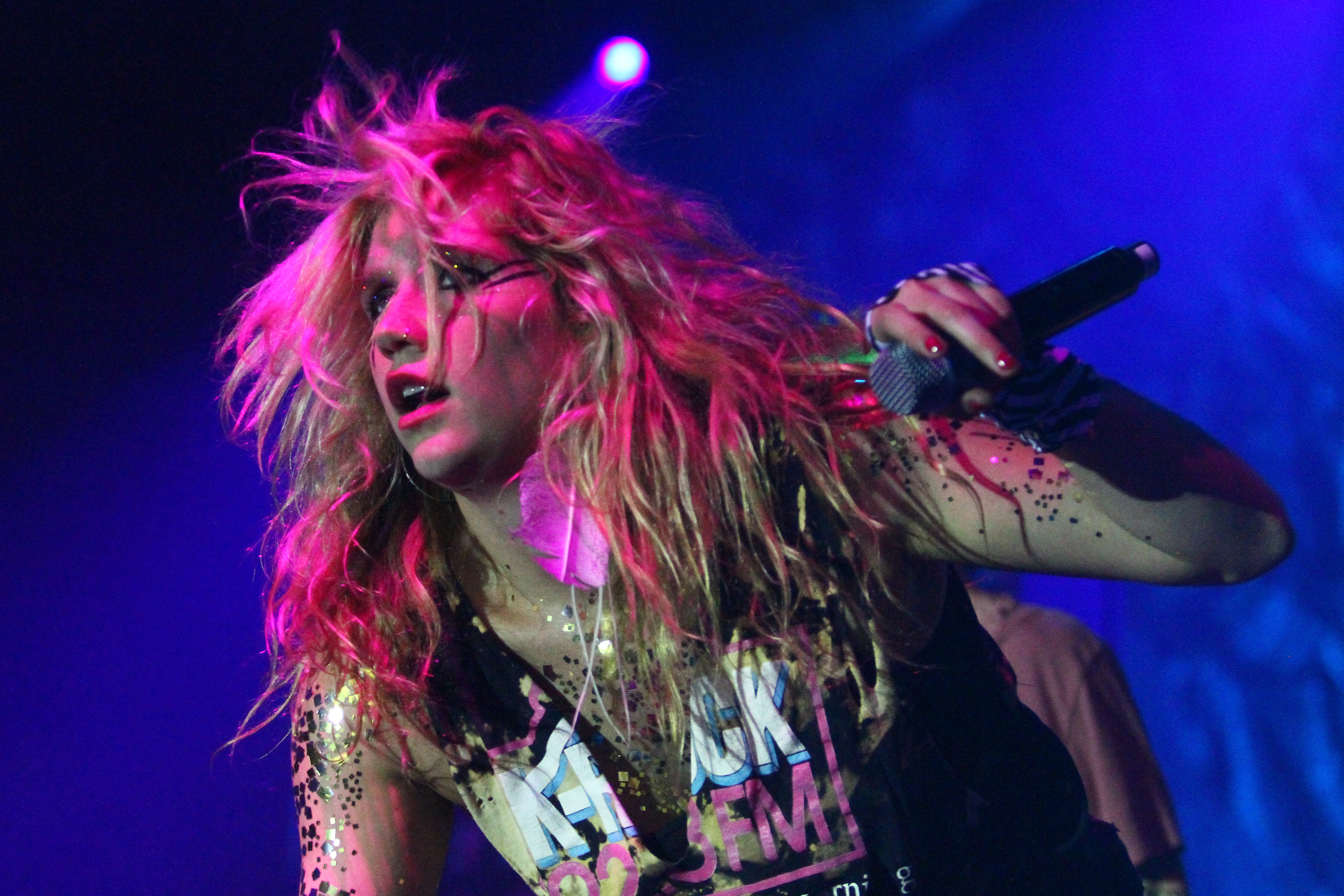
Kesha biểu diễn trong tour lưu diễn của mình vào năm 2010.

Sau khi thất bại trong việc thương lượng với hãng đĩa Lava và Atlantic vào năm 2009, Kesha ký một hợp đồng dài hạn với hãng đĩa RCA thông qua sự giúp đỡ của Dr. Luke. Sau khi dành 6 năm để làm việc cho album đầu tay của mình, cô bắt đầu hoàn thiện nó cùng với Luke và Max Martin. Cô viết 200 bài hát cho album. Album được sản xuất bởi Dr. Luke, người đảm nhiệm hầu hết các bài hát cùng với Martin, và các nhà sản xuất khác như Benny Blanco và Ammo. Album chủ yếu mang thể loại electropop với phách đập và synth, đánh dấu sự thay đổi phong cách của Dr. Luke. Animal xuất hiện tại vị trí quán quân trên bảng xếp hạng Billboard 200 khi được phát hành vào tháng 1 năm 2010. Nó được chứng nhận bạch kim tại Mỹ và đã bán được hơn hai triệu bản toàn cầu vào khoảng tháng 9. Đĩa đơn mở đầu cho album, "Tik Tok", phá kỉ lục cho lượng bán ra cao nhất trong vòng một tuần, bán được hơn 610,000 bản, cao nhất từ trước đến nay cho một ca sĩ nữ. Nó giữ vững ở vị trí đầu bảng trong vòng chín tuần và trở thành đĩa đơn đầu tay thành công nhất kể từ Debby Boone với "You Light Up My Life" vào năm 1977. Những đĩa đơn khác từ album, "Blah Blah Blah", "Your Love Is My Drug" và "Take It Off" đạt được thành công tương tự khi mỗi bài hát đều lọt vào top ten tại Úc, Canada và Hoa Kỳ. Kesha cũng xuất hiện trên hai đĩa đơn top ten của Taio Cruz và nhóm nhạc electro-pop 3OH!3.
Cách thể hiện rất ngông cuồng và gu thẩm mỹ không hề hào nhoáng, mà Kesha coi đó là cá tính của mình, đã nhanh chóng đem lại sự nổi tiếng cho cô. Các nhà phê bình nói rằng nó rất thực, trong khi số khác lại nghĩ rằng cô được sắp đặt và không hề đáng tin. Các quản lý cũ của Kesha từ công ty DAS Communications đã nộp đơn kiện sau đó, đòi hoa hồng là 14 triệu đô từ Kesha và 12 triệu đô từ Dr. Luke cho hợp đồng của cô với hãng đĩa RCA, cho rằng cô đã gia hạn cho họ để kiếm hợp đồng thu âm rồi đột nhiên bỏ họ đi dưới sự ép buộc của Dr. Luke. Kesha bắt đầu kiện vào tháng 10, trích dẫn Luật dành cho các công ty quản lý ca sĩ độc quyền ở California và yêu cầu Ủy viên Lao động Califnornia công bố rằng hợp đồng của cô với DAS vô hiệu lực bởi vì DAS là công ty quản lý không giấy phép khi kiếm việc cho cô ở California, nơi chỉ có các công ty có giấy phép mới được làm. Vụ án kết thúc vào năm 2012 trước khi album thứ hai của cô được phát hành. Kesha tổ chức một buổi lưu diễn từ thiện vào ngày 16 tháng 6, năm 2010 cho nạn nhân của nạn lũ vào tháng 5 ở Tennessee từ quê hương của mình là Nashville. Cô thu về hơn 70,000 đô từ sự kiện này. Cô là ca sĩ mở màn cho tour lưu diễn Last Girl on Earth ở Bắc Mỹ của Rihanna và được Giải Âm nhạc châu Âu của MTV trao tặng giải thưởng cho Nghệ sĩ mới xuất sắc nhất vào năm 2010.

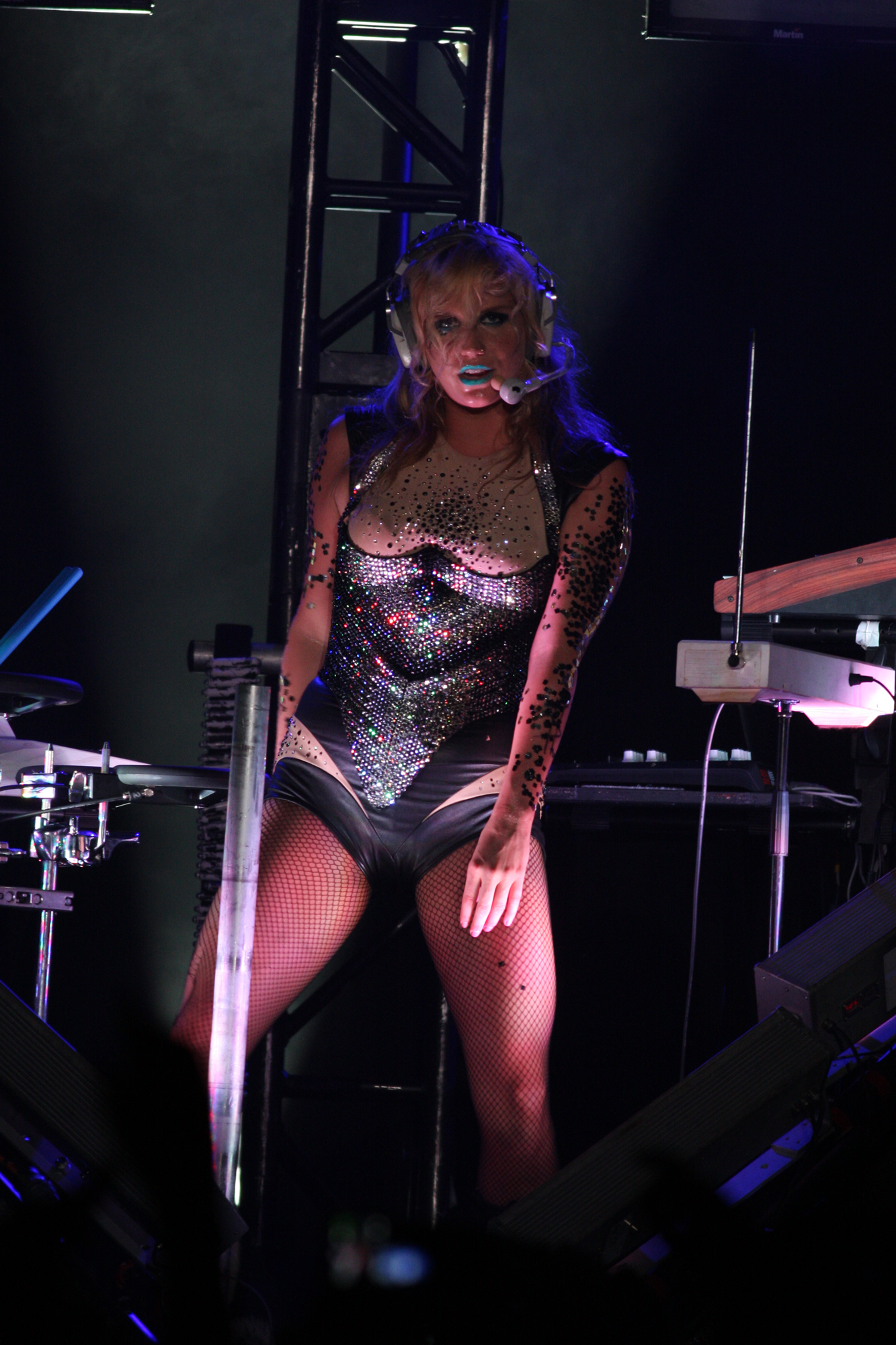
Kesha biểu diễn tại tour lưu diễn Get Sleazy (2011).

Vào tháng 11 năm 2010, Animal được phát hành lại kèm theo đĩa mở rộng, Cannibal. Đĩa đơn đầu tiên từ Cannibal, "We R Who We R" xuất hiện lần đầu tiên trên Billboard Hot 100 tại vị trí đầu bảng. Với hai đĩa đơn quán quân và bốn bài hit top ten, Kesha được Billboard ghi tên ở vị trí đầu tiên trên danh sách Hot 100 Artist, trong khi đó "Tik Tok" đứng đầu bảng xếp hạng cuối năm. Đĩa đơn tiếp theo từ Cannibal, "Blow" lọt vào top ten của Hot 100. Khoảng tháng 6 năm 2011, lượt tải các đĩa đơn của cô trên mạng lên tới gần 21 triệu, chỉ riêng tại nước Mỹ. Vào tháng 2 năm 2011, Kesha bắt đầu tour lưu diễn toàn cầu đầu tiên, Get Sleazy. Tour lưu diễn được mở rộng ra thêm vào mùa hè, vì lý do cháy vé, tổng cộng tour đi qua ba châu lục. Kesha cũng đồng sáng tác ca khúc "Till the World Ends" cho ca sĩ Britney Spears và cô xuất hiện trên phiên bản remix của bài hát cùng với rapper Nicki Minaj. Sau khi gặp gỡ Kesha tại lễ trao giải Grammy năm 2010 và tham dự các buổi biểu diễn của cô, ca sĩ nhạc rock Alice Cooper mời cô viết nhạc và hát trên ca khúc, "What Baby Wants", có trên album của anh, Welcome 2 My Nightmare.
Kesha được ghi danh là đại sứ toàn cầu đầu tiên của Hội Nhân đạo Hoa Kỳ về quyền động vật, mà cô được mong đợi là sẽ lấy được sự chú ý của mọi người về vấn đề thử nghiệm mỹ phẩm trên động vật và săn bắt cá mập. Cô cũng xuất hiện cùng với ca sĩ nhạc rock Iggy Pop trong một chiến dịch của PETA, phản đối việc ngược đãi hải cẩu con ở Canada và sau đó viết thư cho tập đoàn kinh doanh hệ thống nhà hàng thức ăn nhanh McDonald's về cơ sở giết mổ của họ.

### 2012–nay:Warrior

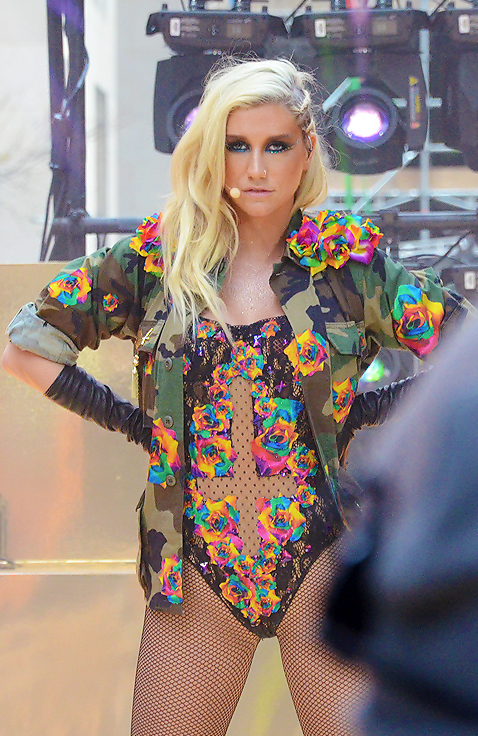
Kesha tại Today Show (2012).

Album phòng thu thứ hai của Kesha, Warrior được phát hành vào ngày 30 tháng 11, năm 2012. Cô bắt đầu viết nhạc cho album kể từ khi đi lưu diễn trên tour vào năm 2011. Album có Dr. Luke và Max Martin đảm nhận phần sản xuất, cùng với một bài hát của Wayne Coyne, ca sĩ chính của nhóm nhạc alternative Flaming Lips. Coyne liên lạc để hợp tác với Kesha khi biết cô rất hâm mộ ban nhạc của anh. Ngoài công việc cho album của Kesha, họ còn thu âm bài hát "2012 (You Must Be Upgraded)" cho album của họ, The Flaming Lips and Heady Fwends. Đĩa đơn đầu tiên từ Warrior là "Die Young". Bài hát xuất hiện lần đầu trên Billboard Hot 100 ở hạng thứ mười ba và sau đó đạt tới vị trí á quân. Bài hát cũng có mặt trên các bảng xếp hạng tại châu Âu và Văn hóa quyển tiếng Anh, lọt vào top ten tạ Úc, Canada, và Đan Mạch. Cùng thời gian phát hành album, Kesha phát hành một quyển tự truyện bằng tranh, My Crazy Beautiful Life do Touchstone Books xuất bản vào tháng 11. Sau đó, một sê-ri phim tài liệu mang tên Ke$ha: My Crazy Beautiful Life sẽ được phát hành vào tháng 4 năm 2013 trên MTV.
Ngày 7 tháng 10 năm 2013, Kesha và Pitbull phát hành đĩa đơn hợp tác có tựa đề "Timber" do Dr. Luke sản xuất. Bài hát thành công lớn về mặt thương mại trên toàn cầu, trở thành đĩa đơn #1 thứ ba và đĩa đơn nằm trong top 10 thứ mười một của cô trên bảng xếp hạng Hot 100.

### 2017 - nay: Rainbow
Tiếp nối 2 album Animal và Warrior, album thứ ba của Kesha với tên Rainbow được ra mắt vào ngày 11 tháng 8 năm 2017. Tuy nhiên, album này mang một phong cách hoàn toàn khác so với hai album trước. Rainbow là một chương hoàn toàn khác. Sau vụ kiện với Dr. Luke, có lẽ Kesha, theo như nhiều người nghĩ, không thể đứng lên được. Nhưng với sự trợ giúp của nhiều người như bạn trai cô - Brad, anh trai - Lagan Sebert, Ben Fold, mẹ cô, Pebe Sebert, Cara Salimando, Tonny Price,... và nhiều người khác với những sự trợ giúp mà ta không thể kể hết, Kesha đã trở lại đầy ngoạn mục trong một phong cách nhạc mới, không kém phần hay cũng như những ý nghĩa. Nhiều bài hát trong Rainbow có điểm chung là chúng là những lời động viên với những người cô độc, rằng không phải họ bị ruồng bỏ, mà họ thuộc về một thế giới khác; hay lời khuyên với mọi người rằng dù gì thì mọi thứ sẽ trở nên tốt đẹp hơn. Album đã đứng đầu top 200 của Billboard, đứng đầu Itunes của nhiều quốc gia
Ngoài ra, cô còn hợp tác với Macklemore trong bài hát good old days thuộc album Gemini
Rainbow Tour bắt đầu vào ngày 15 tháng 9 và kết thúc vào ngày 1 tháng 11.

## Phong cách nghệ thuật

### Âm nhạc
Kesha tự sáng tác hết tất cả các ca khúc trong album của cô và cô cũng xem bản thân mình là một nhạc sĩ, cô còn viết nhạc cho các ca sĩ khác như Britney Spears và Miley Cyrus. Cô sở hữu một giọng rung khỏe, với khả năng có thể đổi từ giọng trầm sang cao (kỹ thuật yodel); cô thực sự áp dụng kỹ thuật đó trên các bài hát như, "Tik Tok" và "Cannibal". Đã từng trải nghiệm nhạc đồng quê, pop rock, và nhạc điện tử, cô chọn thể loại electro-pop cho album đầu tay của cô. Thể loại này lúc đó đang rất thịnh hành, phổ biến trên thị trường âm nhạc. Cả hai album của cô đều có hook và phần sản xuất rất "điện tử" làm người nghe nhớ đến nhạc trong video game thời Nintendo, đồng thời cũng có một số âm hưởng từ các thể loại khác. "Party at a Rich Dude's House" và "C U Next Tuesday" lấy cảm hứng từ âm nhạc thập niên 80, trong khi đoạn mở đầu của "Stephen" lại là giọng hòa âm kiểu "Kansas". Giọng hát của cô trong các ca khúc trên album hầu hết được sử dụng auto-tune mạnh, thường là những đoạn lặp nhiều hay hiệu ứng chỉnh độ cao, điều này làm người nghe đặt ra nhiều nghi vấn về chất giọng thật của cô, nhưng cô vẫn rất tự tin với khả năng của mình. Kesha còn có một phong cách hát giọng nửa rap nửa hát với những từ ngữ khó nghe. Và điều này làm cô được xem là một rapper, trong một cuộc nói chuyện, cô nói: "Tôi bật cười khi lần đầu tiên nghe ai đó gọi tôi là một rapper. Tôi thực sự rất sốc, và nghĩ nó rất nực cười và điên rồ." The New York Times nói rằng Kesha: "đang trên đường trở thành một nữ rapper có tầm ảnh hưởng lớn nhất, hoặc có thể là thành công nhất." Hầu hết lời nhạc của cô nói về những mối quan hệ và tiệc tùng thâu đêm; điều này cùng với việc sử dụng ngôn từ không được trau chuốt làm âm nhạc của cô bị các nhà phê bình đánh giá là thô thiển và đần độn. Jonah Weiner của tạp chí Slate, lại cho rằng điều đó làm âm nhạc của cô đáng nhớ hơn. Trong ca khúc "Blah Blah Blah" và "Boots and Boys", cô cho rằng đàn ông phải mời gọi phụ nữ chứ không phải ngược lại. Bài hát cùng tên với album, "Animal", thì rất bay bổng và mang mục đích truyền cảm hứng cho mọi người để đề cao và trân trọng cá tính riêng biệt của họ. Thực nghiệm hơn Animal, trong album thứ hai của cô, Warrior, có âm hưởng dubstep và khám phá về một trải nghiệm rất tình tứ của Kesha với những hồn ma trên bài hát có tên, "Supernatural". Nhìn chung, Kesha tiết lộ chủ đề của Warrior là ma thuật.

### Nguồn cảm hứng

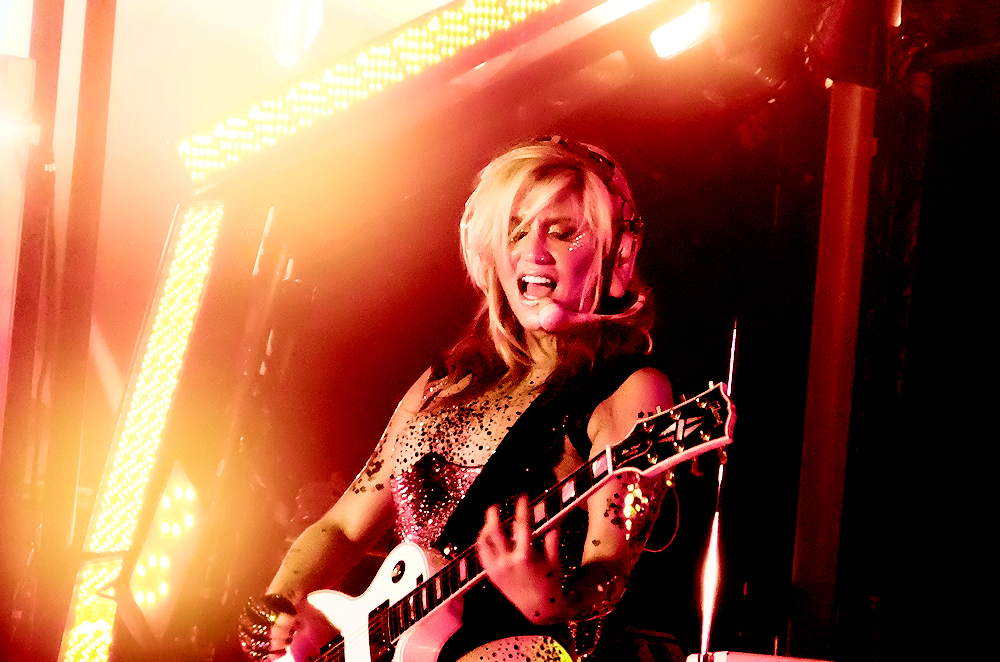
Kesha biểu diễn tại Get Sleazy Tour (2011).